# Celleporaria foliata
Celleporaria foliata är en mossdjursart som först beskrevs av William MacGillivray 1888.  Celleporaria foliata ingår i släktet Celleporaria och familjen Lepraliellidae. Inga underarter finns listade i Catalogue of Life.